# Bezauberndes Fräulein (1953)
Bezauberndes Fräulein ist eine deutsche Operettenverfilmung aus dem Jahr 1953 nach der gleichnamigen Vorlage Paul Abrahams. Unter der Regie von Georg Thomalla, dessen einzige Filmregie dies war, spielen er selbst und Herta Staal als titelgebendes bezauberndes Fräulein die Hauptrollen. Der Geschichte liegt das gleichnamige musikalische Lustspiel von Ralph Benatzky zugrunde.

## Handlung
Paul Normann ist ein höherer Ministerialbeamter, der eines Tages Besuch von seinem Freund Felix Bernard, einem exaltierten Maler, und dessen bevorzugten Modell Rosette bekommt. Paul ist von großer innerer Anspannung, denn morgen will ihn sein Vorgesetzter, der Ministerialdirigent Hanau, besuchen, mit dessen Tochter Luise sich Paul verlobt hat. Luise wird ebenfalls zugegen sein. Felix und Rosette, die Luise kennen, finden sie ziemlich öde und planen deshalb, die anstehende Verbindung zu torpedieren. Sie finden, dass Paul, der Luise wohl nur aus Karrieregründen heiraten will, in ihren Augen etwas „Besseres“ verdient habe. Mitten in der Nacht hilft ihnen bei ihrer Planung der Zufall. Es läutet an der Tür, und als man öffnet, steht dort ein bezauberndes Fräulein. Die junge Dame namens Annette erklärt, sie habe bei dem gerade herrschenden Unwetter eine Autopanne und benötige Hilfe um weiterzukommen. Während Paul den unerwarteten Besuch als störend empfindet, begleitet Felix, mit dem Vorschlag, helfen zu wollen, das „bezaubernde Fräulein“ zu dem Auto und zersticht klammheimlich die Reifen, damit Annette nicht ohne weiteres entschwinden kann. So bleibt Annette nichts anderes übrig, als die Nacht in Pauls Landhaus zu verbringen. Annettes Vater soll benachrichtigt werden, dass man heute nicht mehr heimkommen werde. In Pauls Landhaus geht derweil das Licht aus, und alle gehen schlafen.
Am nächsten Morgen versucht Paul, Annette schnellstmöglich loszuwerden, um von Luise und ihrem Vater nicht überrascht zu werden. Je mehr er auf sie einredet, desto besser gefällt ihm jedoch die junge Dame, die so ganz anders als seine Luise ist. Er wartet auf die Ankunft des von Annettes Vater, den Schokoladenkönig Braun, der wohl demnächst eintreffen müsste, um seine Tochter heimzufahren. Als es klingelt steht jedoch der Ministerialdirektor mitsamt Tochter Luise vor der Tür. Die beiden glauben ihren Augen nicht zu trauen, als plötzlich eine verschlafen wirkende junge Dame im Negligé erscheint, nämlich Annette. In seiner Not behauptet Paul, dies sei seine Haushälterin, doch man glaubt ihm nicht. Hanau ist erbost und verlässt wenige Minuten darauf mit Luise Pauls Haus. Paul ist verzweifelt, sieht er doch seine Verlobung in Scherben, während sich Freund Felix diebisch darüber freut, dass Paul Luise auf diese Weise schnell losgeworden ist. Als nächster erscheint vor der Tür Annettes Vater, der „Schokoladenkönig“ Braun. An seiner Seite: Annettes Verlobter Hektor, Typ „eleganter Schnösel“. Während Annette ein Donnerwetter seitens ihres Verlobten befürchtet, bleibt dieser jedoch erstaunlich gelassen. Daraufhin bekommt Annette einen Wutanfall, denn Hektors Ruhe verärgert sie geradezu. Wütend löst sie daraufhin die Verlobung auf. Und wieder kann sich Felix nur mühsam ein Grinsen verkneifen. 
Luises polternder Abgang wirkt derweil auf Paul niederschmetternd, und er denkt sogar über Selbstmord nach. Am liebsten würde er sich ertränken. Dann aber ist es Annette, die ihn seinen dunklen Gedanken entreißt, und beide gestehen sich ein, dass sie mittlerweile viel für einander empfinden. Felix’ Plan ist, auch ganz zur Freude des „Schokoladenkönigs“ Braun, auf ganzer Linie aufgegangen, und Annette, das bezaubernde Fräulein, hat nun einen neuen Verlobten.

## Produktionsnotizen
Bezauberndes Fräulein entstand im Herbst 1953 in Berlin-Spandau (Studioaufnahmen) und in Berlin-Wannsee (Außenaufnahmen). Die Uraufführung erfolgte am 25. Dezember 1953 in Braunschweig, die Berliner Premiere war am 2. April 1954.
Heinz Laaser übernahmen die Produktionsleitung. Albrecht Hennings und Rolf Zehetbauer gestalteten die Filmbauten. Georg Haentzschel übernahm das musikalische Arrangement. Jens Keith war Choreograph. 

## Wissenswertes
Georg Thomalla stand auch in zwei weiteren Adaptionen dieses Stoffs vor der Kamera; so gab er 1955 erneut den Paul in einer Inszenierung von John Olden und 1963 in einer von Paul Martin. Beide Fassungen wurden für das deutsche Fernsehen hergestellt.

## Kritik
Im Lexikon des Internationalen Films heißt es knapp: „Boulevard-Routine in einem plumpen musikalischen Lustspiel mit Melodien aus der gleichnamigen Operette.“